# Max Hauke
Max Hauke, född 29 augusti 1992 i Rottenmann, är en inte längre aktiv österrikisk tävlande i längdåkning.
Haukes sista godkända tävling var vid Alpen Cup i Campra i Schweiz den 6 februari 2016. Den 27 februari 2019 utförde Österrikes Bundeskriminalamt och en avdelning av Tysklands åklagarväsen som del av Operation Aderlass en kontroll av idrottare vid en tävling i Seefeld in Tirol. Hauke utförde vid tidpunkten bloddopning och blev påkommen med en kanyl i armen. Han medgav direkt att han var skyldig och han blev frisläppt av Internationella skidförbundet efter sitt erkännande. Vid samma kontroll blev Dominik Baldauf upptäckt som dopare. En österrikisk domstol beslöt att stänga av Hauke fram till 28 februari 2023. Han bestämde sig dock innan dess för att avsluta karriären.